# Nico Nico Douga

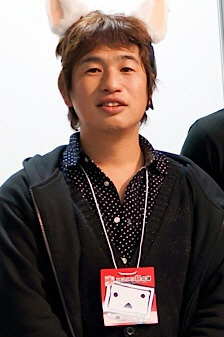
Oprichter Nobuo Kawakami

Nico Nico Douga (ニコニコ動画 Niko Niko Dōga, letterlijk "Smile Video's"), ook wel Nico Nico, Nico Video of simpelweg Nico, is een populaire video-uploadwebsite in Japan. In een meting van 18 april 2012 kwam Nico Nico Douga op de veertiende plek in de lijst van Japans meest bezochte websites te staan. De website won in 2007 de Japanse Good Design Award en verdiende in 2008 een eervolle vermelding in de categorie digitale gemeenschappen op de Prix Ars Electronica.

## Kenmerken
Gebruikers van de site kunnen video's bekijken, uploaden en delen. Echter, de site onderscheidt zich van conventionele videowebsites door de reacties op een video rechtstreeks op het beeld te projecteren. De reacties zijn aan een bepaalde tijd in de video gebonden en glijden op het desbetreffende tijdstip over de video heen. Hiermee krijgt de gebruiker de mogelijkheid om op bepaalde gebeurtenissen in de video te reageren, en wordt voor de toeschouwer de sfeer van het gezamenlijk televisiekijken geschapen. Verder kunnen alle gebruikers de trefwoorden van een video aanpassen--niet alleen de eigenaar. Nico Nico Douga wordt ook gebruikt voor het live streamen van evenementen en het distribueren van original net animations.
Verdere kenmerken zijn onder andere:
- Hoge kwaliteit: H.264-video en AAC-audio worden ondersteund;
- MyList: gebruikers krijgen de mogelijkheid lijsten samen te stellen van hun favoriete video's, die vervolgens met anderen gedeeld kunnen worden;
- Commentaar van de uploader: de eigenaar van de video kan tekst in de video vastzetten, bijvoorbeeld om ondertiteling te geven;
- Nicoscript: door gebruik te maken van speciale commando's kan de uploader extra functionaliteit toevoegen, zoals een peiling of het automatisch doorsturen naar een andere video.

## Geschiedenis
Aanvankelijk gebruikte Nico Nico Douga YouTube voor zijn video's, maar naarmate de site populairder werd, werden de servers van YouTube steeds meer door Nico belast en besloot Google voor Nico de toegang tot YouTube te blokkeren. Nico werd daarop tijdelijk gesloten, maar hervatte zijn dienst twee weken later door eigen videoservers in te zetten. Op 7 mei 2007 werd een mobiele versie van de website aangekondigd. Sinds 9 mei 2007 wordt de mobiele website in samenwerking met twee telefoonproviders aangeboden.
In 2010 begon de ontwikkeling van een Engelstalige versie van de website. In april 2011 werd er een bètaversie van de website gelanceerd. Op 17 oktober 2012 werd de Engelstalige versie officieel geopend. Sinds de Japanse website Engelstalige functies heeft toegevoegd is de niconico.com website overbodig geworden. Wanneer men de site probeert te bezoeken wordt deze direct doorgestuurd naar nicovideo.jp.